# Julius Arigi
Julius Arigi (ur. 3 października 1895, zm. 1 sierpnia 1981) – austriacki lotnik – drugi co do liczby zwycięstw as myśliwski lotnictwa austro-węgierskiego z okresu I wojny światowej. Odniósł 32 zwycięstwa powietrzne.

## Życiorys
Urodził się w Děčínie w Austro-Węgrzech, w rodzinie Niemców sudeckich. W 1913 roku wstąpił do armii austro-węgierskiej, a w marcu 1914 roku przeniósł się do lotnictwa. Początkowo lotnictwo spełniało jedynie funkcje rozpoznawcze i bombowe, więc po ukończeniu kursu pilotażu 26 listopada 1914 roku, Arigi przydzielony został do eskadry Fliegerkompagnie 6 (w skrócie Flik 6), na froncie bałkańskim. Wykonywał w niej loty rozpoznawcze i bombowe na samolotach rozpoznawczych Lohner.
14 października 1915 roku na skutek awarii Arigi wylądował przymusowo na terenie Czarnogóry i trafił do niewoli. Wkrótce jednak wraz z 5 towarzyszami podjął brawurową ucieczkę z więzienia w Podgoricy, w trakcie której do linii austriackich dotarli samochodem skradzionym z królewskiego garażu.
22 sierpnia 1916 roku, podczas walk powietrznych nad rzeką Shkumbin w Albanii, lecący z Arigim samolotem rozpoznawczym Brandenburg C.I strzelec-obserwator Johann Lasi zestrzelił aż 5 samolotów – bombowców Farman (zestrzelenia zaliczane były na konto załogi). We wrześniu, Arigi z innym obserwatorem zestrzelił kolejne dwa samoloty. Jako wyróżniający się pilot, Arigi w lutym 1917 roku został przeniesiony do eskadry myśliwskiej Flik 41J. 24 kwietnia 1917 roku odniósł pierwsze samodzielne zwycięstwo na myśliwcu Brandenburg D.I, a w maju 4 dalsze.
Będąc już znanym asem, Arigi został przeniesiony do eskadry myśliwskiej Flik 55J, operującej na froncie włoskim, latającej na nowocześniejszych myśliwcach Oeffag D.III. Od września do grudnia 1917 roku zestrzelił w jej składzie 13 włoskich samolotów – większość z nich zespołowo w kluczu z dowódcą eskadry Josefem von Maier i Josefem Kissem, z którym się szczególnie zaprzyjaźnił. Większość ofiar były to samoloty rozpoznawcze SAML lub bombowce, niewiele było okazji do spotkania myśliwców wroga, niemniej jednak z uwagi na skuteczność, eskadra ta zaczęła być nazywana Kaiser Staffel (eskadra Cesarza).
Pod koniec stycznia, Arigi dopuścił się rękoczynów w stosunku do lekarza szpitala wojskowego, który nie chciał się zająć poważnie ranionym Josefem Kissem, gdyż nie był on oficerem. W konsekwencji, Arigi został „karnie” przeniesiony z powrotem na front na Bałkanach, do eskadry Flik 6, następnie Flik 1J. Eskadry te latały na nowych austriackich myśliwcach Aviatik D.I, które jednak okazały się niedopracowane konstrukcyjnie i ulegające awariom (na Aviatiku D.I poniósł śmierć Frank Linke-Crawford). Niemniej jednak, od kwietnia do sierpnia 1918 roku Arigi odniósł dalsze 7 zwycięstw, ostatnie 23 sierpnia nad brytyjskim bombowcem DH-4. Z ilością 32 zwycięstw powietrznych, Arigi był drugim co do skuteczności asem lotnictwa austro-węgierskiego (po Godwinie Brumowskim).
Był przy tym chyba najpopularniejszym lotnikiem austro-węgierskim, także na dworze cesarskim i najczęściej odznaczonym: zdobył 4 złote, 4 srebrne I klasy oraz dalsze 2 srebrne II klasy i 2 brązowe Medale Waleczności, Krzyż Wojskowy Karola, bułgarski Order Waleczności. Mimo to nie był awansowany na oficera, nosząc pod koniec wojny stopień podoficerski Offiziersstellvertreter (podobnie jak Kiss).
W okresie międzywojennym Arigi zajmował się lotnictwem cywilnym. Był współzałożycielem wytwórni lotniczej Ikarus. Przez długi czas mieszkał w Czechosłowacji, przed II wojną światową przeniósł się do Wiednia. Po Anschlussie poparł rządy nazistów i został instruktorem pilotażu w niemieckim lotnictwie (Luftwaffe). Zmarł 1 sierpnia 1981 roku w Attersee am Attersee w Austrii w wieku 85 lat.